# 비노그라도프뛰는쥐
비노그라도프뛰는쥐 또는 비노그라도프저보아(Allactaga vinogradovi)는 뛰는쥐과에 속하는 설치류의 일종이다. 카자흐스탄과 키르키스탄, 타지키스탄 그리고 우즈베키스탄에서 발견된다.